# Taufbecken (Fresnoy-en-Thelle)

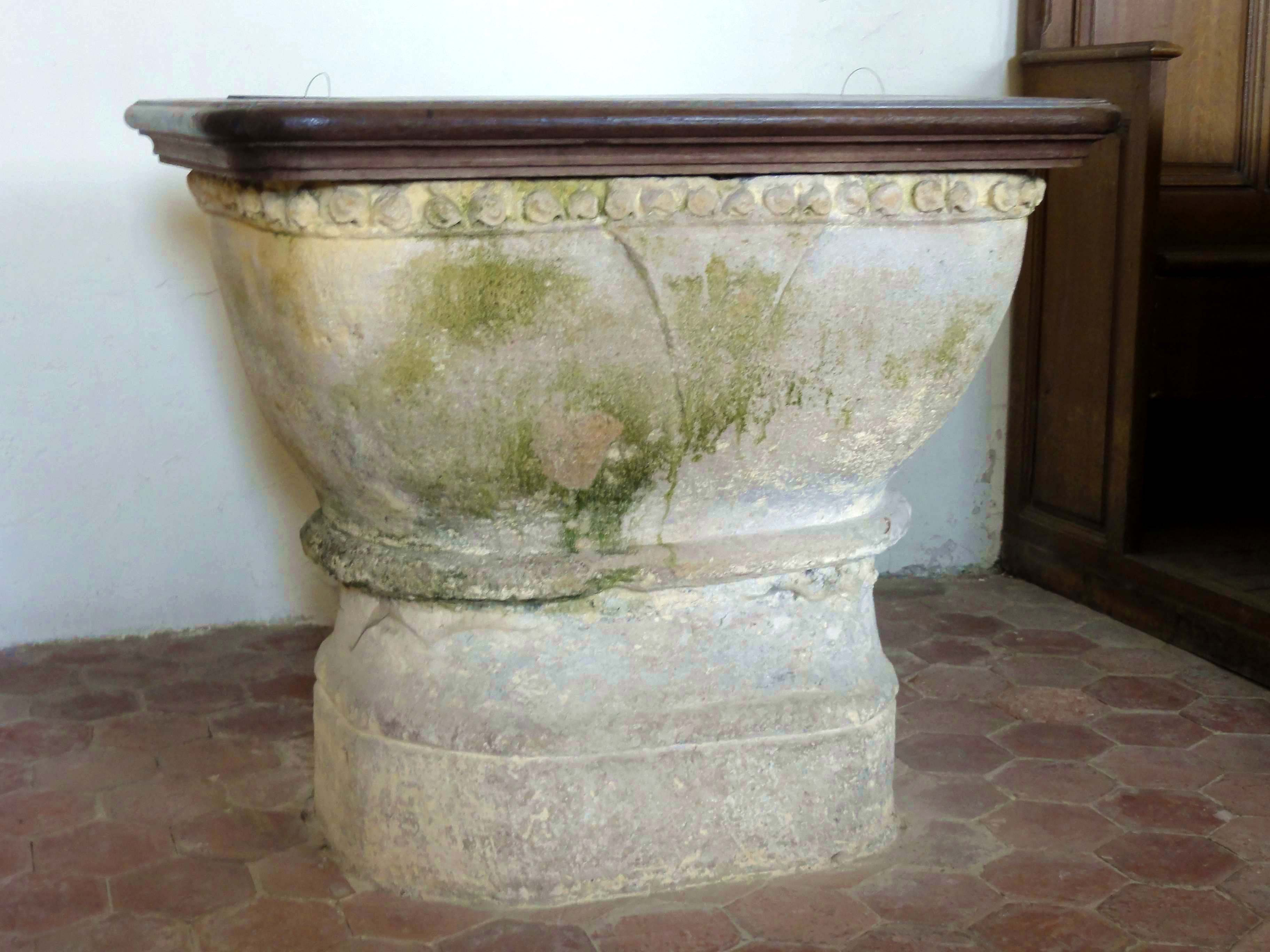
Taufbecken in Fresnoy-en-Thelle

Das Taufbecken in der katholischen Pfarrkirche St-Nicolas in Fresnoy-en-Thelle, einer französischen Gemeinde im Département Oise in der Region Hauts-de-France, wurde in der zweiten Hälfte des 13. Jahrhunderts geschaffen. Im Jahr 1912 wurde das gotische Taufbecken als Monument historique in die Liste der geschützten Objekte (Base Palissy) in Frankreich aufgenommen.
Das 84 cm hohe Taufbecken aus Kalkstein steht auf einer oktogonalen Basis, die ebenso wie das Becken aus einem Steinblock geschaffen wurde. Das rechteckige Becken ist an den Ecken leicht gerundet und am oberen Rand mit Reliefs in Form von Blüten geschmückt. 